# Cratere Ottar
Ottar è un cratere sulla superficie di Callisto.